# Раздельная улица (Санкт-Петербург)
Разде́льная улица — улица в Выборгском районе Санкт-Петербурга. Проходит от улицы Орбели до проспекта Тореза. Примечательна тем, что на этой улице нет ни одного адреса.

## История
Название Раздельная улица известно с 1915 года. Впоследствии название было утрачено, возвращено в 1999 году.

## Достопримечательности
- Школа № 534 имени Героя России Т. Г. Сиразетдинова (фактический адрес: Светлановский пр., 31)[4]
- 6-я «Выборгская» котельная